# Gestão de conflitos
Gestão de conflitos pode ser parte integrante da gestão de uma organização, ou de um negócio, ou saber lidar com interesses opostos em uma negociação entre indivíduos e/ou grupos, por meio da utilização de técnicas, práticas e processos. 
De um ponto de vista da Gestão Empresarial, a gestão de conflitos é uma matéria a ser considerada assim como a área financeira, a área de tecnologia, a área de recursos humanos etc. Grandes empresas, dependendo do tipo ramo da empresa possuem uma área de gerenciamento de conflitos que são pertinentes ao negócio..
Do ponto de vista de Projetos, a gestão de conflitos é mais uma matéria a ser controlada, assim como a qualidade, o custo, o tempo etc. A maioria dos projetos lidam com problemas conflituosos relacionados às entregas, construção, como fazer, reforma, entre outros conflitos. 
Do ponto de vista da Negociação e da Mediação/Arbitragem/Conciliação, a gestão de conflitos visa o controle entre as partes para chegar ao ganha-ganha, onde as partes envolvidas tem o problema solucionado e ambas partes saem ganhando segundo seus interesses.

## O processo do conflito
Da incompatibilidade de ideias, interesses e escolhas surge o conflito, que nada mais é do que a “profunda falta de entendimento e de empatia entre duas ou mais partes. É um processo característico do ser humano pois o mesmo dificilmente possui iguais objetivos e essa diferença faz com que o conflito exista. Ele nasce da diferença de ideias, quando um indivíduo percebe que alguém pode afetá-lo de alguma forma significativa.
Este processo pode ser dividido em cinco estágios conforme quadro abaixo:

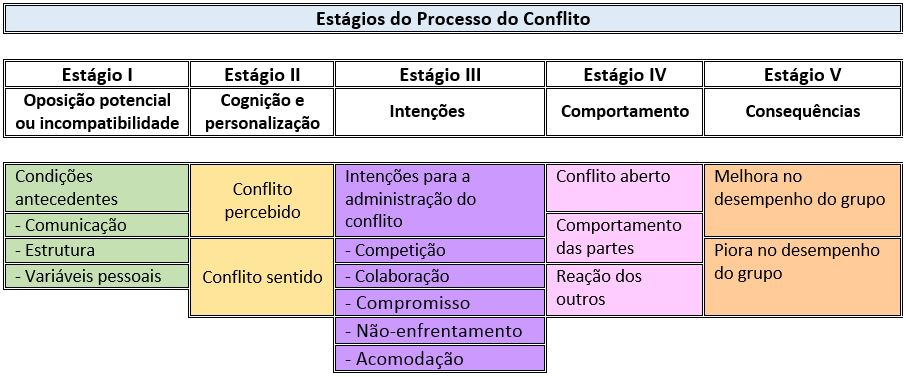
Estágios do processo do conflito

## Estágio I
A comunicação pode ser fonte de compreensão errônea, causadora de discussões e desentendimentos. Pode ser ocasionada por diferentes treinamentos, percepções seletivas ou até mesmo pela falta de informações sobre seus pares. Isso interfere diretamente na estrutura, uma vez que atribuições podem ser causadoras de problemas de comunicação, sendo assim, grande causadora de conflitos internos, principalmente no que tange a atribuições. Além disso, também existem as variáveis pessoais, onde a própria empatia gera discórdia e pré-julgamentos. Cada indivíduo possui uma personalidade diferente e este já é motivo o suficiente para geração de um conflito:
- - Comunicação: As diferentes formas de expressar a mesma informação fazem diferença no processo de comunicação. O canal de comunicação utilizado é de extrema importância, mas que não evitam ruídos nas comunicações. O ruído no canal de comunicação é obstáculo para uma boa comunicação e potencial fator de conflito. Evidências comprovam que o excesso ou a falta de comunicação aumentam os problemas relacionados a conflitos. O canal escolhido para a comunicação pode estimular a oposição e os conflitos. O processo utilizado para filtrar a informação quando passada por várias pessoas causa ruído na comunicação, pois cada pessoa envia juntamente com a informação, sua percepção pessoal. [1][2]
  - Estrutura: Conflitos de natureza estrutural incluem variáveis como tamanho, grau de especialização nas tarefas delegadas aos membros do grupo, clareza de jurisdição, sistema de recompensa e o grau de dependência entre os grupos. Quanto maior o tamanho do grupo e sua especialidade em suas atividades, maior a probabilidade de conflitos. Grupos dentro de uma organização tendem a ter metas diferentes e competentes aos seus respectivos departamentos. Isto causa conflito, pois a equipe de vendas é determinada a maior quantidade de vendas possíveis para alcançar a meta. Em contrapartida, ao departamento de credito e cobrança lhe é cabível relações que garantam a empresa relações saudáveis, evitando clientes que tem histórico de mal pagadores. [2][3]
  - Variáveis pessoais: As vezes, conhecendo ou não uma pessoa, infelizmente temos uma incompatibilidade de personalidade, ou seja, você não gosta da pessoa sem qualquer razão aparente. Isto é uma fonte potencial de conflito, pois qualquer que seja a mensagem, a mesma será entendida como conflitante.  Está ação se dá devido a variáveis pessoais, como os valores de cada pessoa e as características de personalidade e individualidade de cada pessoa. [3][2]

### Estágio II
Sentimento. Esta é a palavra que define este estágio. O conflito entre duas partes não interfere no sentimento que uma sente pela outra. A maneira como o conflito é definido vai acabar determinando as consequências que ele pode acarretar. Os sentimentos positivos fazem com que se tenha uma visão mais ampla da situação criando assim uma solução mais inovadora e precisa para os conflitos .

### Estágio III
Por definição, intenção é aquilo que se pretende fazer, realizar por um propósito. A intenção trafega tenuemente entre o comportamento e as emoções, e através de sua interferência o ser humano é capaz de perceber como um outro poderá agir. Pode ser confundida e nem sempre trazer bons resultados. É dividida primariamente em duas intenções, as primárias, onde há cooperação (onde uma das partes tenta satisfazer a outra) e a afirmação (onde uma das partes tenta satisfazer sua própria vontade).
Na administração dos conflitos são utilizadas basicamente cinco subdivisões de intenções.
1. Competir (intenção afirmativa): é a busca da satisfação própria, onde há necessidade de obtenção de suas metas em detrimento dos objetivos dos outros. [3]
2. Colaborar (intenções afirmativa e cooperativa): é a busca do resultado mútuo. Quando ambas as partes trabalham por um mesmo ideal, colaborando umas com as outras.
3. Evitar (intenções não afirmativa e não cooperativa): evitar o contato com a pessoa que lhe causará o conflito é a melhor solução.
4. Acomodar-se (intenções não afirmativa e cooperativa): para evitar o conflito uma das partes é capaz de se sacrificar, mantendo os interesses da outra em primeiro lugar.
5. Conceder (entre as duas dimensões): nesta intenção não há vencedores ou vencidos. Ambos abriram mão de algo, havendo assim um compartilhamento. A satisfação de ambas as partes, no geral, é parcial.

### Estágio IV
É um dos principais pontos no Processo do Conflito, pois é ele quem determina o quão intenso é o conflito entre as pessoas, podendo ser disfuncional ou funcional, ou seja, um patamar mais alto ou mais baixo de discussões em grupo ou entre duas pessoas. O termômetro para medir o nível de Conflito segue no quadro de Continuum abaixo:
É ele quem determina o grau de interação e ação entre as partes numa discussão ou questionamentos, e é o que determina o início de uma guerra, por exemplo.
Quanto maior o grau Continuum, mais intenso é o grau de conflito, da mesma forma que quanto mais baixo, ocorre a inexistência de conflitos que poderão ser guiados pela Administração de conflitos.

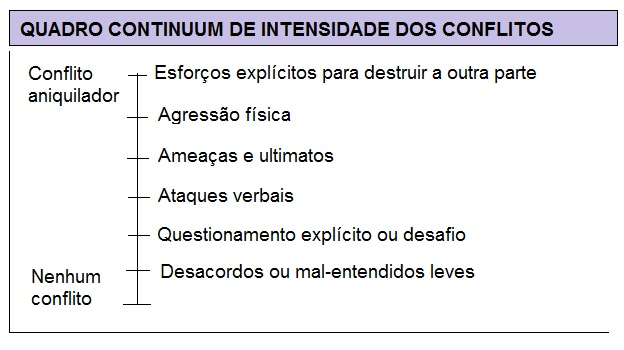
Quadro Continuum de Intensidade dos Conflitos

### Estágio V
As consequências de um conflito podem ser positivas, voltada para o crescimento e amadurecimento de um grupo, mas ao mesmo tempo poderá contribuir prejudicialmente um grupo. Um termômetro para medir o grau de complexidade do conflito em um grupo, como citado, pode ser funcional ou disfuncional.
- - Consequências funcionais: Contribui de forma positiva para o crescimento do grupo, voltado para as atividades ou processos e nunca para um indivíduo ou relacionamento. Atualmente, torna-se importante no desenvolvimento de uma empresa e está presente nas diversidades propostas nas contratações da companhia. Personalidades diferentes com os mesmos objetivos em comum: o crescimento da empresa, melhoria dos processos e desenvolvimento das equipes. No passado, funcionários e diretores tendiam a ser ouvintes e executores de tarefas, o termo utilizado no resumo, os típicos “burrinhos de presépios” que apenas defendiam ideias prontas e decisões já formadas. Atualmente, no mundo globalizado que vivemos, pessoas mais determinadas a se destacar em diversos pontos para desenvolvimento e trajetória em uma empresa, são mais participativas, provocando em demais colegas, áreas e procedimentos uma necessidade de melhoria e revolução constante. A consequência funcional faz com que o grupo cresça e amadureça, trazendo resultados eficazes e otimizações de processos para as empresas. Tendem a ser mais abertos, expressivos e inovadores, carregando também ideias inovadoras que provocam a curiosidade e puxam a fila de outros participantes.[6][7]
  - Consequências disfuncionais:Não traz benefícios para o grupo, não visa o bem comum da companhia ou grupo, sendo autodestrutivas, visando a chamada “feira de vaidades’ onde o egocentrismo fala mais alto. Não é produtivo e o único beneficiado é o próprio ego particular.[8]

## Estudo de caso
A gestão de conflitos tem grande importância, principalmente nas relações de trabalho. O conflito nas organizações públicas, por exemplo, possui condições que o predispõem a algumas consequências. Resultados apontam que a forma como os gestores públicos identificam e conduzem as situações de conflito podem trazer consequências positivas ou negativas para a organização e para as pessoas envolvidas no conflito, sendo necessário que eles busquem estratégias para minimizar os conflitos negativos.